# Seznam gvatemalskih pesnikov
Seznam gvatemalskih pesnikov.

## A
- Humberto Ak´abal
- Luis Cardoza y Aragón
- Luis Alfredo Arango
- Miguel Ángel Asturias

## C
- Otto René Castillo
- Ismael Cerna
- Juana de la Concepción

## E
- Julio Serrano Echeverría
- José Domingo Estrada

## F
- Romelia Alarcón Folgar
- Alaíde Foppa

## G
- Otto-Raúl González
- María Josefa García Granados
- Francisco Antonio de Fuentes y Guzmán

## L
- Rafael Landívar
- Manuel José Leonardo Arce Leal

## M
- Otoniel Martínez
- Carmen Matute
- Francisco Méndez
- José Batres Montúfar

## O
- Carlos Wyld Ospina

## P
- Javier Payeras
- Mario Payeras

## R
- Ana María Rodas
- Héctor Rodas
- Isabel de los Ángeles Ruano

## S
- Francisco Morales Santos
- Magdalena Spínola

## T
- Aida Toledo

## V
- Vania Vargas
- Luz Méndez de la Vega
- Adolfo Mendez Vides